# 멜로디 (스페인의 가수)
멜로디(Melody, 1990년 10월 12일 ~ )는 스페인의 가수, 작곡가, 댄서, 배우, 모델이다. 유로비전 송 콘테스트 2025의 스페인 대표 참가자이다.

## 음반 목록
- De pata negra (2001)
- Muévete (2002)
- T.Q.M. (2003)
- Melodía (2004)
- Los buenos días (2008)
- Mucho camino por andar (2014)